# سیارک ۲۱۷۹۱
سیارک ۲۱۷۹۱ (به انگلیسی: 21791 Mattweegman، نامگذاری:1999SR7) بیست و یک هزار و هفتصد و نود و یکمین سیارک کشف شده‌است که در ۲۹ سپتامبر ۱۹۹۹ کشف شد.
قدر مطلق سیارک برابر ۱۷.۸ است.